# Anisozyga gracililinea
Anisozyga gracililinea là một loài bướm đêm trong họ Geometridae.